# 양비둘기
낭비둘기(Columba rupestris)는 친척종인 바위비둘기의 친척종이다. 이들은 한반도 및 그 주변지역인 연해주, 중국, 시베리아, 몽골, 타지키스탄, 티베트 중부, 히말라야, 아프가니스탄, 투르크메니스탄 등에 분포하고 있다. 대한민국에서는 매우 희귀한 텃새이다. 원래 흔한 텃새였으나 외래종인 집비둘기의 유입으로 인해 번식지경쟁에서 밀려나고 여러 잡종들의 탄생으로 인해 매우 희귀해졌다.집비둘기와 비슷하게 생겨서 외래종으로 오해를 받아 외래종이라는 뜻인 양이 붙은 양비둘기라는 잘못된 이름으로 많이 불린다. 이는 새에 대해 잘 아는 사람들도 잘 실수하는 부분이며 낭비둘기 또는 굴비둘기가 맞는 이름이다. 속리산 법주사와 임진각 등 다른 곳의 내륙의 집단은 자취를 감춘지 오래고 1995년까지 30여 개체가 서식했던 전남 청산도를 비롯해 도서 지역의 집단도 거의 사라졌다.

## 형태
머리, 얼굴, 턱밑은 짙은 회색이고 뒷목과 가슴은 광택이 있는 녹색이다. 어깨, 날개덮깃, 가슴 아랫부분은 회색이다. 허리는 순백색이고 날개에는 두 줄의 폭 넓은 검은색 띠가 있고, 꼬리 끝에는 흰색 무늬가 뚜렷이 있다. 부리는 검고 눈은 적색, 눈동자는 검은색이며 다리는 붉다.

## 생활권
해안의 절벽, 도서지역, 교외의 콘크리트 교각, 내륙 산악 등이다.

## 분포권
한반도, 연해주, 중국, 시베리아, 몽골, 타지키스탄, 티베트 중부, 히말라야, 아프가니스탄, 투르크메니스탄 등에 분포하고 있다.

## 먹이
농경지 곡식의 낟알, 곡물 등이다.

## 보전현황
지리산국립공원남부사무소는 구례 화엄사와 천은사에 남아 있는 양비둘기를 보전하기 위해 양비둘기 서식처 보호활동을 펼치고 있고,임진강 일대에서 발견된 양비둘기 무리에 대한 정밀 분포조사를 실시하기도 했다.